# 小崇
小崇，爱新觉罗氏，清朝同光年间京师的市井霸王。

## 簡介
小崇乃宗室出身，同治初年以青壮起家，称雄于市井。此后小崇广收门徒、势力很大，称霸京师达数十年。直到光绪中期，邓家五虎崛起，作为一股新势力屡犯小崇的字号和地盘。最终，小崇忍无可忍，遂与邓家五虎约期在地安门外大街两座东西对峙的酒楼决斗。到了当日，双方分别带领自己的人马赶至约定地点。由于小崇已经年老，成名后已养尊处优多年，与徒弟的关系也生疏，所以械斗一开始，小崇一方即显劣势。最后小崇不得不亲自冲锋，哪知竟被邓家五虎打死于阵中。与打死老百姓不同，当时因为帮派械斗而造成的死伤，官府基本是不管的，也不大可能会偿命。所以小崇一死，邓家五虎从此威震京城。